# Uttergadd
En uttergadd är ett spjutliknande verktyg, cirka 180 cm långt (3 alnar), skaft av gran med smidd tillplattad järnspets. Den användes vid jakt på utter, men också till andra ändamål, till exempel för att pröva ("fresta") isens tjocklek. Vid jakt stacks gadden i djuret och vreds ett kvarts varv för att fastna i muskulatur och skinn.

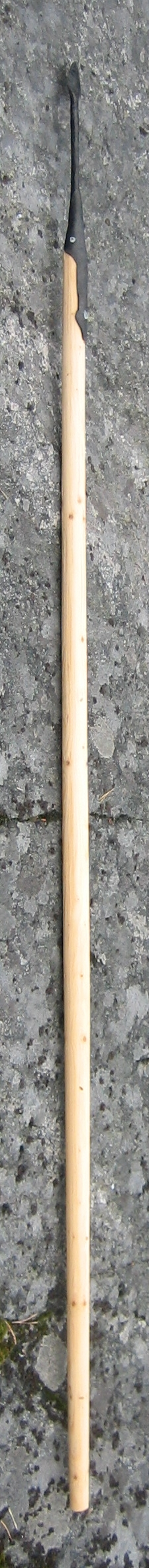
Uttergadd, gjord av Sture Hellström, Björnholmen 2010
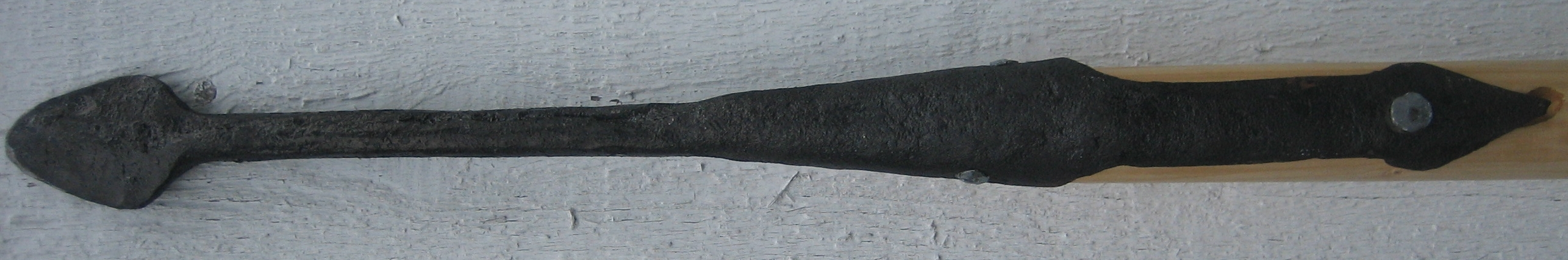
Spets, uttergadd (framsida). Smidd av Sture Hellström.
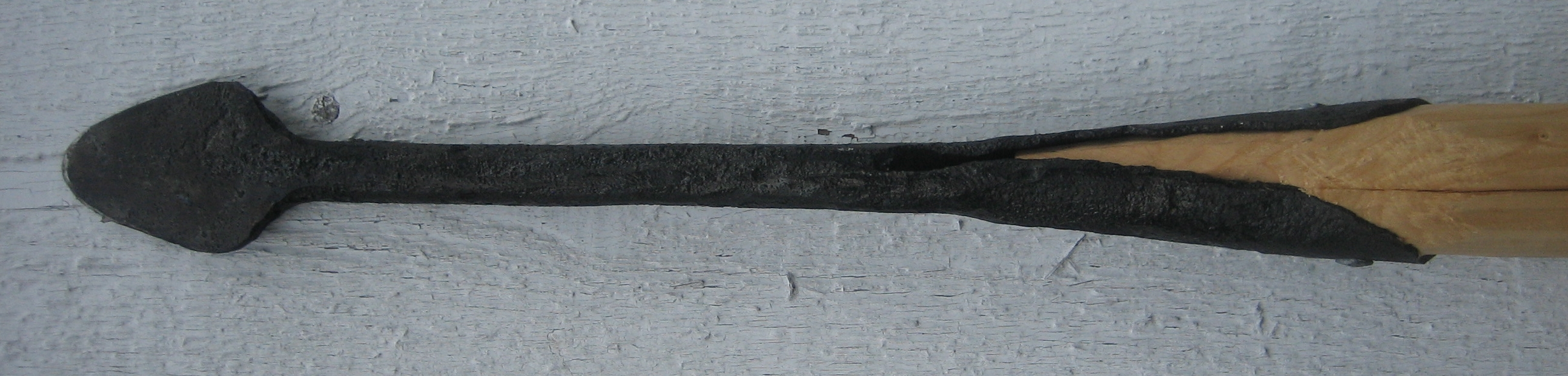
Spets, uttergadd (baksida). Smidd av Sture Hellström.